# Hrabstwo Van Zandt

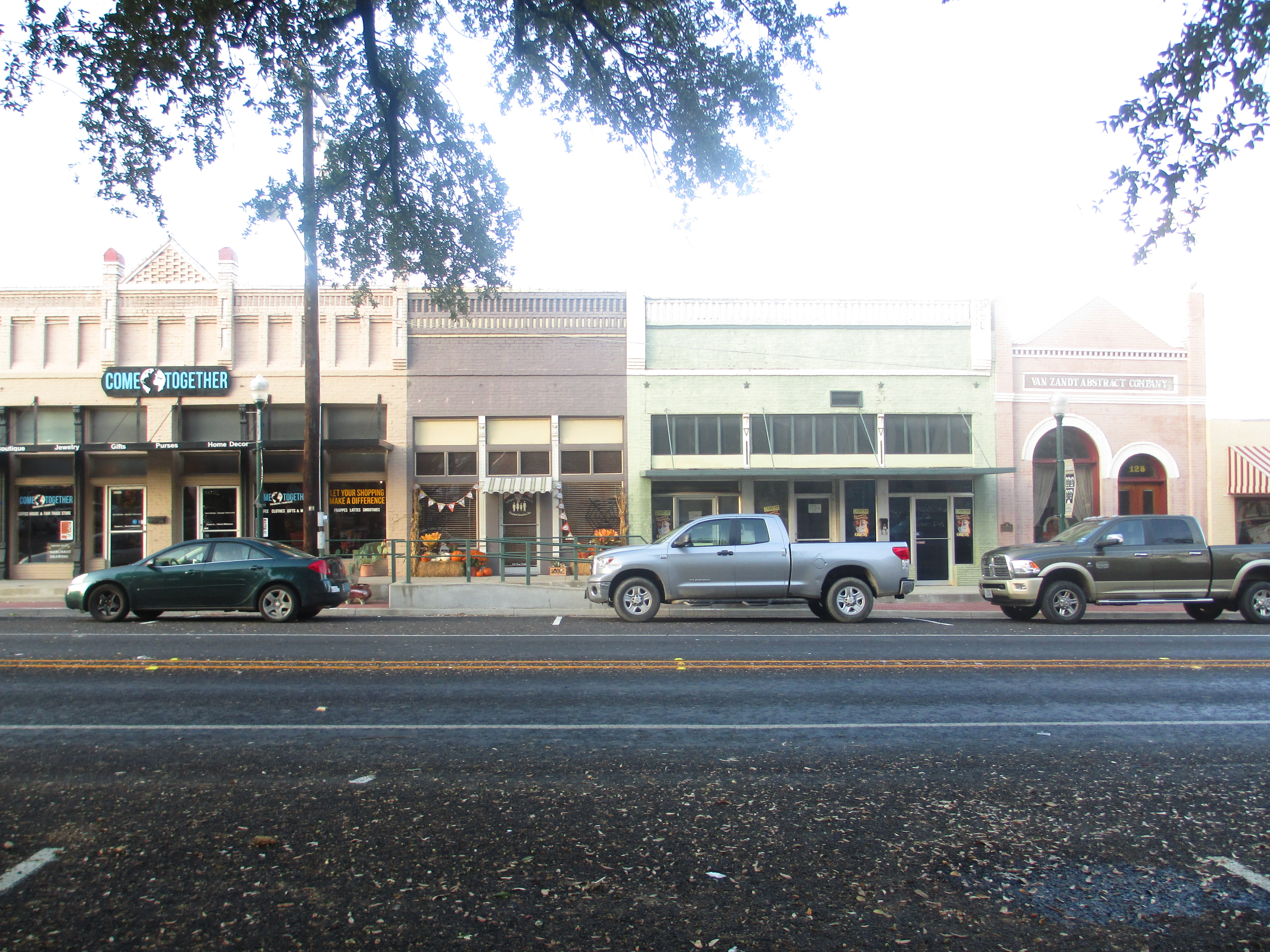
Centrum Canton

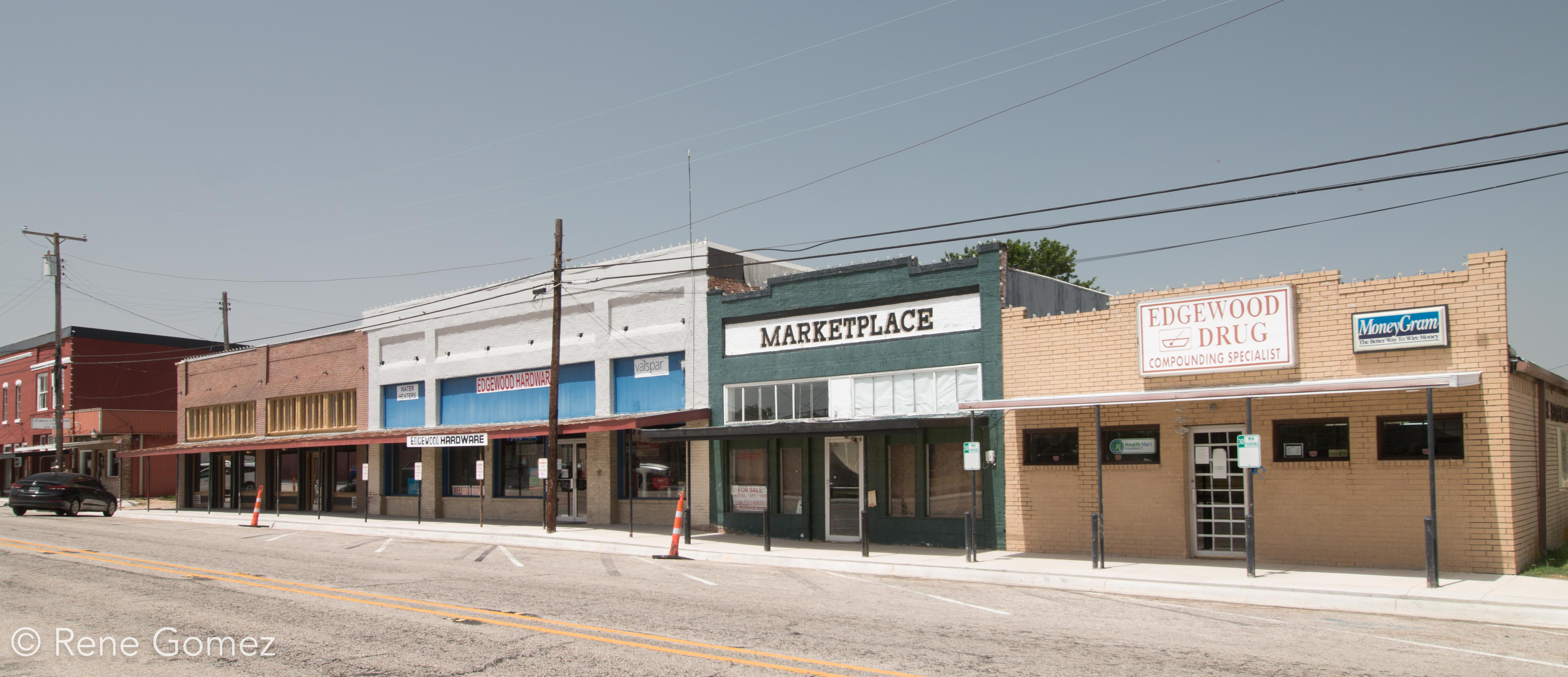
Centrum Edgewood

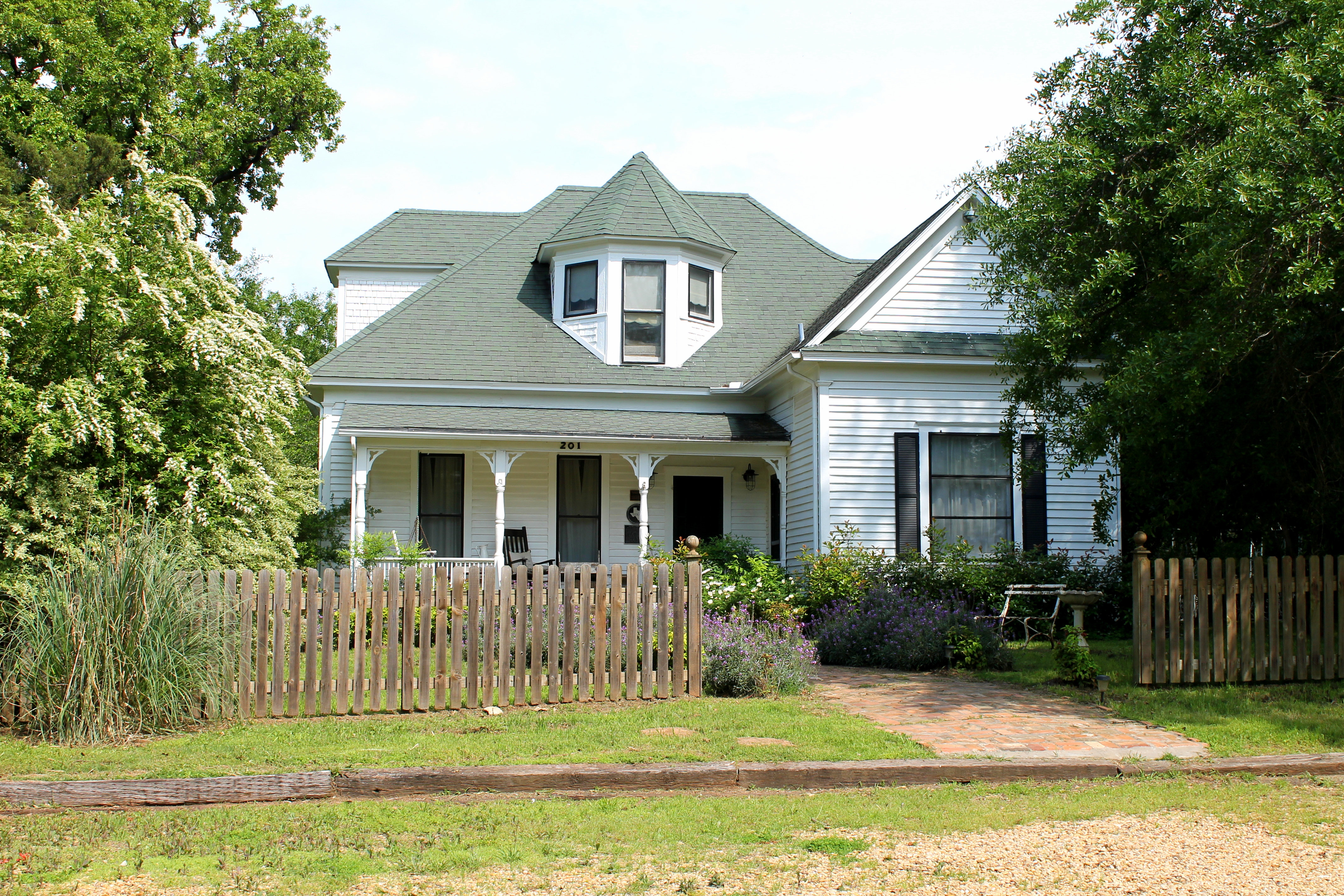
Zabytkowy dom w Edgewood

Hrabstwo Van Zandt – rolnicze hrabstwo położone w USA, w północno–wschodnim Teksasie, w sąsiedztwie aglomeracji Dallas–Fort Worth. Utworzone w 1848 r. Według danych z 2023 roku liczy 64 tys. mieszkańców. Siedzibą hrabstwa jest miasto Canton.

## Gospodarka
Średni dochód gospodarstwa domowego (dane z 2022) w hrabstwie wynosi 62 334 dolarów, zaś dochód na mieszkańca 33 092 dolarów. 13,6% mieszkańców żyje poniżej relatywnej granicy ubóstwa.
Ważną rolę w gospodarce hrabstwa spełnia rolnictwo. 56% areału hrabstwa to pastwiska, 26% uprawy i 13% to obszary leśne.
- szkółkarstwo (6. miejsce w stanie), oraz uprawa warzyw, batatów i arbuzów[3]
- uprawa choinek (16. miejsce)[3]
- przemysł mleczny (17. miejsce)[3]
- produkcja paszy (22. miejsce)[3]
- akwakultura[3]
- hodowla bydła, koni, drobiu, kóz, owiec i trzody chlewnej[3]
- wydobycie ropy naftowej i niewielkie wydobycie gazu ziemnego[4].

## Sąsiednie hrabstwa
- Hrabstwo Rains (północ)
- Hrabstwo Wood (północny wschód)
- Hrabstwo Smith (wschód)
- Hrabstwo Henderson (południe)
- Hrabstwo Kaufman (zachód)
- Hrabstwo Hunt (północny zachód)

## Miasta
- Canton
- Edgewood
- Edom
- Fruitvale
- Grand Saline
- Van
- Wills Point

## CDP
- Callender Lake
- Myrtle Springs

## Demografia
Według danych pięcioletnich z 2022 roku, 89,9% mieszkańców stanowiła ludność biała (82% nie licząc Latynosów), 12,4% Latynosi, 2,8% czarni lub Afroamerykanie, 4% było rasy mieszanej, 0,5% miało pochodzenie azjatyckie, 0,4% stanowiła rdzenna ludność Ameryki i 0,02% pochodziło z wysp Pacyfiku.

## Religia

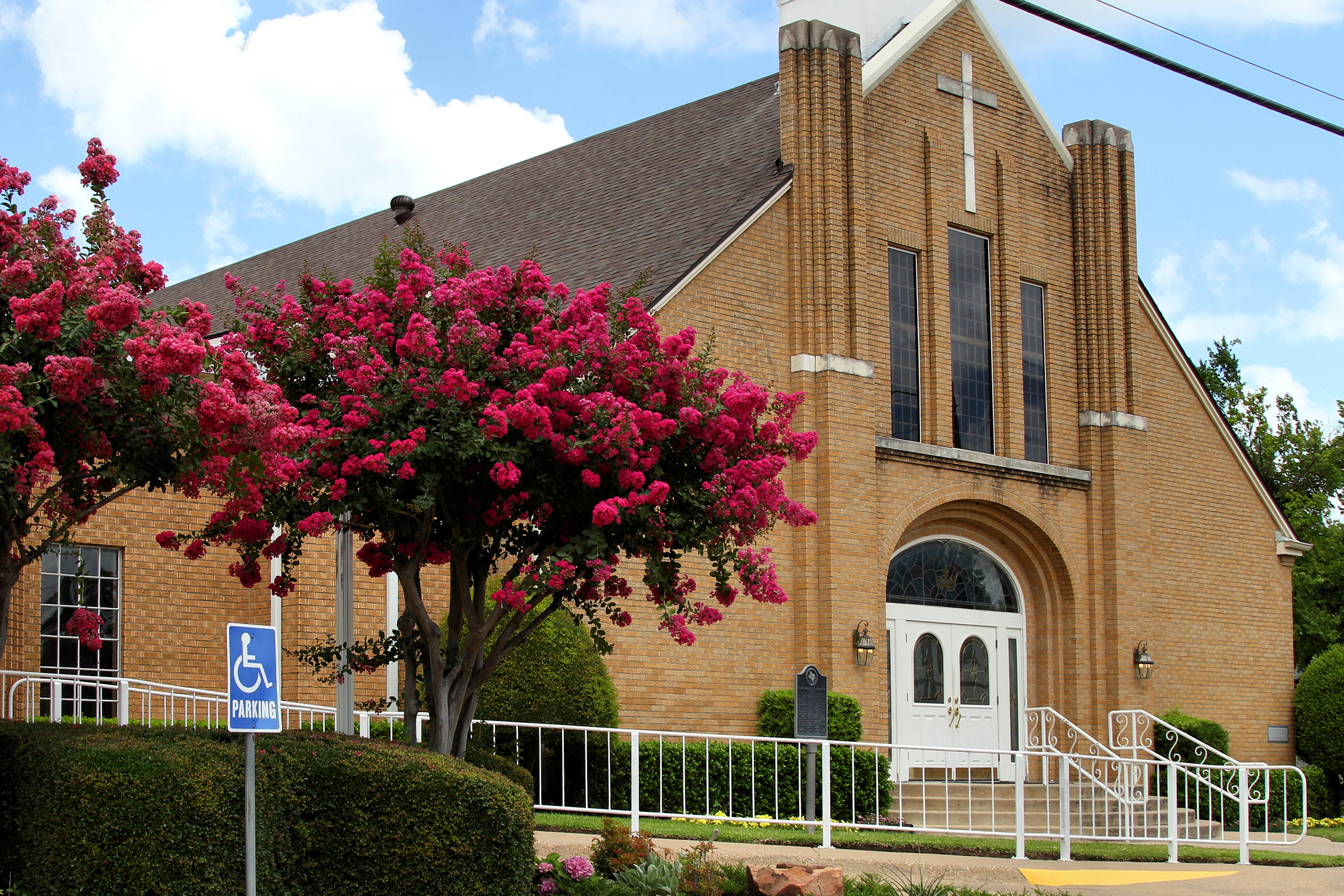
Pierwszy Kościół Baptystyczny Wills Point

Według danych spisowych z 2020 roku, do największych organizacji należały:
- Południowa Konwencja Baptystów (12 273 członków)
- bezdenominacyjne zbory ewangelikalne (3586 członków)
- Stowarzyszenie Misjonarzy Baptystów w Ameryce (15 zborów)
- Zjednoczony Kościół Metodystyczny (2877 członków)
- Kościół katolicki (1604 członków)
- Kościoły Chrystusowe (1244 członków)
- Kościół Poczwórnej Ewangelii (952 członków)
- Kościół Boży (Cleveland) (570 członków)
- Narodowa Misyjna Konwencja Baptystyczna Ameryki (532 członków).